# Didemnum sordidum
Didemnum sordidum är en sjöpungsart som beskrevs av Kott 200. Didemnum sordidum ingår i släktet Didemnum och familjen Didemnidae. Inga underarter finns listade i Catalogue of Life.